# Aiphanes
Espèce
Classification phylogénétique
Espèces de rang inférieur
- Voir le texte

Aiphanes est un genre de palmier, plante de la famille des Arecaceae, originaire des régions tropicales de l'Amérique du Sud et de l'Amérique centrale ainsi que des Caraïbes. Il y a entre 23-38 espèces dans le genre Aiphanes selon les diverses interprétations taxonomiques.

## Classification
- Famille des Arecaceae
  - Sous-famille des Arecoideae
    - Tribu des Cocoseae
      - Sous-tribu des Bactridinae[1],[2]

Aiphanes partage sa sous-tribu avec quatre autres genres; Acrocomia, Astrocaryum, Bactris et Desmoncus.

## Quelques espèces
- Aiphanes acaulis Galeano & R.Bernal
- Aiphanes bicornis Cerón & R.Bernal
- Aiphanes chiribogensis Borchs. & Balslev
- Aiphanes deltoidea Burret
- Aiphanes duquei Burret
- Aiphanes eggersii Burret
- Aiphanes erinacea (H.Karst.) H.Wendl.
- Aiphanes gelatinosa H.E.Moore
- Aiphanes graminifolia Galeano & R.Bernal
- Aiphanes grandis Borchs. & Balslev
- Aiphanes hirsuta Burret
- Aiphanes horrida (Jacq.) Burret
- Aiphanes leiostachys Burret
- Aiphanes lindeniana (H.Wendl.) H.Wendl.
- Aiphanes linearis Burret
- Aiphanes macroloba Burret
- Aiphanes minima (Gaertn.) Burret
- Aiphanes parvifolia Burret
- Aiphanes pilaris R.Bernal
- Aiphanes simplex Burret
- Aiphanes spicata Brochs. & R.Bernal
- Aiphanes stergiosii S.M.Niño, Dorr & F.W.Stauffer
- Aiphanes tricuspidata Borchs., M.Ruíz & Bernal
- Aiphanes ulei (Dammer) Burret
- Aiphanes verrucosa Borchs. & Balslev
- Aiphanes weberbaueri Burret